# Korie Homan
Korie Homan (16 juni 1986) is een Nederlands voormalig rolstoeltennisspeelster. Zij speelde zowel in het enkel- als in het dubbelspel. Ze is afkomstig uit de Wijk (Drenthe), maar woont ook deels in Utrecht.

## Het ongeluk en de revalidatie
Homan kreeg op twaalfjarige leeftijd op 29 oktober 1998 een ernstig ongeluk. Onderweg naar een andere leslocatie van haar school, werd ze tijdens het oversteken geschept door een auto. In het ziekenhuis werd een hersenkneuzing, een whiplash en een zwaar gekneusde enkel geconstateerd. Na verloop van tijd trokken de meeste klachten weg. Alleen haar been begon na verloop van tijd steeds pijnlijker te worden; hierop werd uiteindelijk de diagnose posttraumatische dystrofie gesteld. Na twee revalidatieperiodes in het revalidatiecentrum van Beetsterzwaag en een aantal behandelingen belandde Homan in een rolstoel. In november 2002 was de pijn in haar been zo hevig geworden dat Korie Homan de artsen verzocht haar been te amputeren. Uiteindelijk werd in februari 2003 Homans been geamputeerd. Na deze ingrijpende operatie werd het geamputeerde been onderzocht, waarbij een aantal ernstige zenuwbeschadigingen werden geconstateerd, hierdoor zou ze nooit meer hebben kunnen lopen. Drie maanden na de operatie mocht ze in het revalidatiecentrum beginnen met het lopen met een beenprothese. Inmiddels gebruikt Korie in het dagelijkse leven een computergestuurde prothese, die met behulp van sensoren de fasen van het looppatroon herkent en zich instelt op de beweging die wordt gemaakt.

## Tenniscarrière
Homan doet al van jongs af aan aan tennis, en op twaalfjarige leeftijd werd ze toegelaten tot de Drentse tennisselectie. Door het ongeluk op twaalfjarige leeftijd heeft ze echter nooit mee kunnen trainen.
Na haar ongeluk leek het er eerst op dat als ze hersteld was, ze weer gewoon staand kon gaan tennissen maar dit liep helaas anders. Op haar veertiende is ze daarom begonnen met tennissen in een rolstoel.
Dit ging haar zo goed af dat ze in 2002 werd toegelaten tot de junioren selectie van het rolstoeltennis. Daaropvolgend speelde ze in 2003 haar eerste internationale toernooi, de World Team Cup, voor junioren waar ze derde werd. Hierdoor werd ze in september 2003 toegelaten tot de topselectie rolstoeltennis van Nederland. In de zomer van 2011 besloot Homan te stoppen met topsport wegens een slepende polsblessure.

### Paralympische Spelen
Homan kwam in 2008 uit voor Nederland op de Paralympische Zomerspelen in Peking, waar zij zilver behaalde in de finale tegen Esther Vergeer. De dag daarop speelde ze samen met Sharon Walraven de finale in het dubbelspel tegen Vergeer en Jiske Griffioen, waar ze de gouden medaille in de wacht sleepte.
Homan is nu in het dagelijks leven dierenarts.

## Erelijst
- Peking 2008, zilver - vrouwenenkelspel
- Peking 2008, goud - vrouwendubbelspel, samen met Sharon Walraven
- Melbourne 2010 - grandslamtoernooi Australian Open